# Хоботиловка
Хоботиловка — деревня в Залегощенском районе Орловской области России. Входит в состав Нижнезалегощенского сельского поселения.

## География
Деревня находится в центральной части Орловской области, в лесостепной зоне, в пределах центральной части Среднерусской возвышенности, на правом берегу реки Залегощь, к югу от автодороги 54К-6, на расстоянии примерно 2 км (по прямой) к юго-востоку от посёлка городского типа Залегощь, административного центра района. Абсолютная высота — 194 м над уровнем моря.

### Часовой пояс
Деревня Хоботиловка, как и вся Орловская область, находится в часовой зоне МСК (московское время). Смещение применяемого времени относительно UTC составляет +3:00.

## Население
| 2010 |
| ---- |
| 7    |

### Половой состав
По данным Всероссийской переписи населения 2010 года, в гендерной структуре населения мужчины составляли 42,9 %, женщины — соответственно 57,1 %.

### Национальный состав
Согласно результатам переписи 2002 года, в национальной структуре населения русские составляли 90 % из 10 чел.